# Débora Falabella

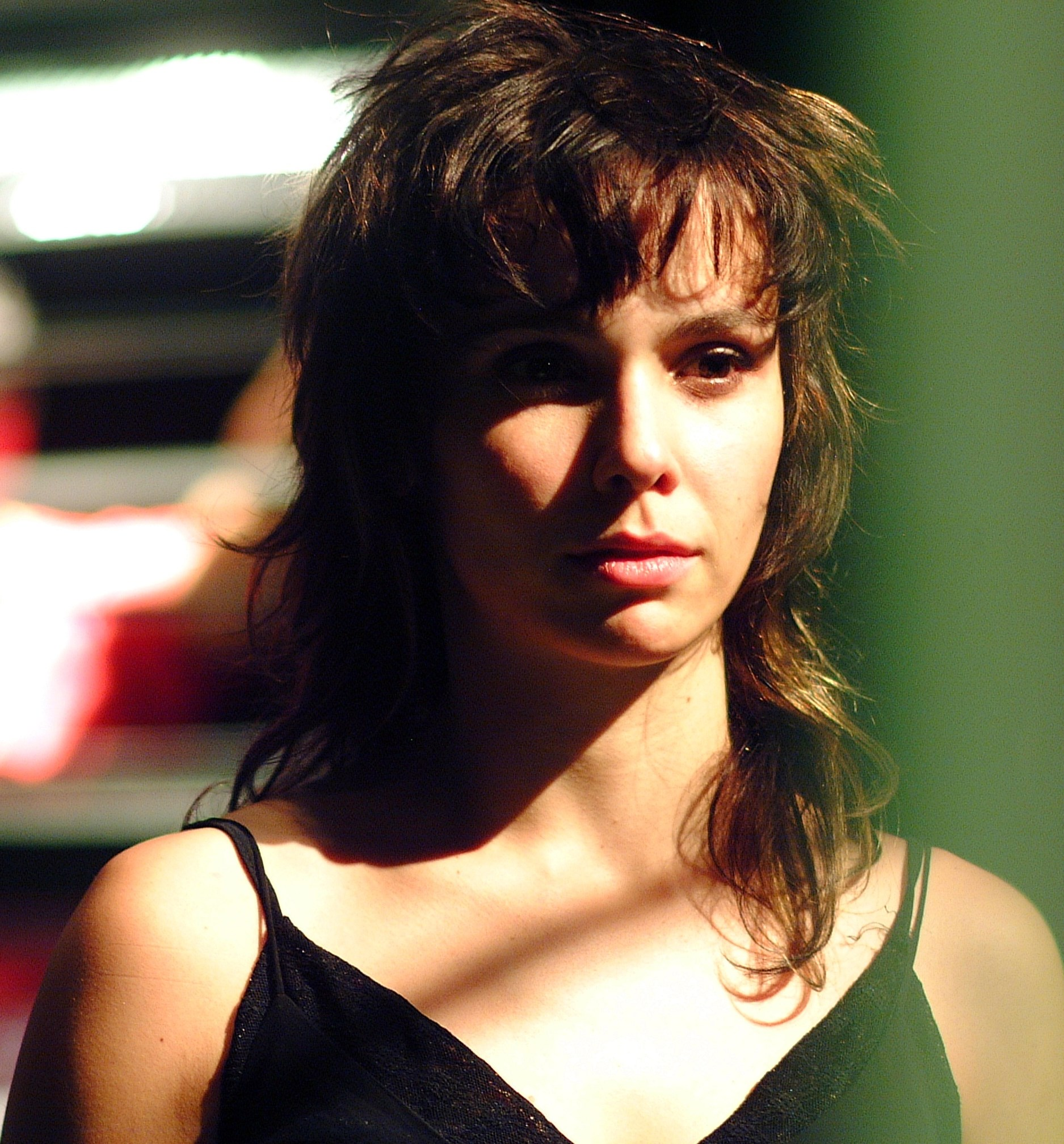
Débora Falabella, 2007

Débora Lima Falabella (anhörenⓘ * 22. Februar 1979 in Belo Horizonte) ist eine brasilianische Schauspielerin und Sängerin. Seit Ende der 1990er Jahre war sie in rund 40 Produktionen zu sehen.

## Fernsehfilme und Serien (Auswahl)
- 1998: Malhação (Fernsehserie, Folge 5x01)
- 2001: Um Anjo Caiu do Céu (Fernsehserie, 185 Folgen)
- 2001–2002: O Clone (Fernsehserie, 219 Folgen)
- 2002: 2 Perdidos numa Noite Suja
- 2003: Lisbela e o Prisioneiro
- 2003: Agora É que São Elas (Fernsehserie, 143 Folgen)
- 2004: Um Só Coração (Fernsehserie, 2 Folgen)
- 2004–2005: Senhora do Destino (Fernsehserie, 131 Folgen)
- 2006: JK (Fernsehserie, 47 Folgen)
- 2006: Sinhá Moça (Fernsehserie, 173 Folgen)
- 2007: Primo Basílio
- 2007–2008: Duas Caras (Fernsehserie, 168 Folgen)
- 2010: Escrito nas Estrelas (Fernsehserie, 130 Folgen)
- 2011: Meu País
- 2011: Homens de Bem (Fernsehfilm)
- 2011: Ti Ti Ti (Fernsehserie, Folge 1x01)
- 2011: A Mulher Invisível (Fernsehserie, 13 Folgen)
- 2012: Avenida Brasil (Fernsehserie, 171 Folgen)
- 2014: Ohne Gnade (Fernsehserie, 13 Folgen)
- 2016: O Filho Eterno
- 2016: Nada Será Como Antes (Fernsehserie, 16 Folgen)
- 2017: A força do querer (Telenovela)
- 2018: O Beijo no Asfalto
- 2018: Todo Clichê do Amor
- 2018: Se Eu Fechar Os Olhos Agora (Fernsehserie, 10 Folgen)
- 2029: Depois a Louca Sou Eu
- 2019–2021: Aruanas (Fernsehserie, 20 Folgen)
- 2022: Bem-Vinda, Violeta!
- 2023: Fim (Fernsehserie, 10 Folgen)